# 贺庄水库
贺庄水库是中国江苏省连云港市东海县境内的一座水库，位于竹墩河上，建于1959年。水库正常库容为1207万立方米，集雨面积为26平方千米，海拔为38米。